# Trener (hokej na ledu)
Trener je v hokeju na ledu človek, ki je odgovoren za organizacijo in taktiko igre svojega moštva v napadu in obrambi. Poznamo dve vrsti trenerjev: glavni trener in pomočnik trenerja. Med drugim sme glavni trener vzeti pol minute odmora, kadar oceni, da moštvo to potrebuje. 